# Їжак південноафриканський
Їжак південноафриканський (Atelerix frontalis) — вид ссавців з роду африканських їжаків.
Поширені на південному заході Анголи, у Ботсвані, Намібії, ПАР та Зімбабве. Імовірно, трапляються в Лесото.
Довжина тіла з хвостом — 20 см. Вага дорослого їжака складає близько 400 г.
Голки забарвлені смугами шоколадно-коричневого й чорного кольорів. На лобі виразно видно смугу білого хутра. Нижня частина тіла мишаста.
Веде нічний спосіб життя. Живиться дощовими червами, дрібними мишами, рептиліями та жабами.
Серед паразитів південноафриканського їжака — скреблянка Moniliformis kalahariensis